# Biblioteca Nacional de Pakistán
La Biblioteca Nacional de Pakistán, fue inaugurada en 1993, en Islamabad, capital de Pakistán.  
Pertenece a la IFLA (International Federation of Library Associations), sirve como centro coordinador de todas las bibliotecas del país, y posee una colección constantemente incrementada por diversas donaciones, regalos, intercambios bibliotecarios y adquisiciones. 
Posee unos 200.000 volúmenes, y centenares de manuscritos, todo ello en un moderno edificio de cuatro plantas, con diversos servicios: Auditorio, salas de lectura con quinientos asientos, capacidad de almacenamiento hasta un millón de libros, y una moderna climatización. Es uno de los más importantes centros culturales de la capital pakistaní.

## Historia
La autorización para una biblioteca nacional se remonta a 1949, aunque no obtuvo ninguna infraestructura física hasta que se fusionó con la Biblioteca Conmemorativa de Liaquat existente en Karachi y se renombró como Biblioteca Nacional de Liaquat. En 1967, la biblioteca comenzó a recibir copias de obras publicadas en Pakistán como parte de su mandato como depósito de derechos de autor según la ordenanza de derechos de autor de 1962. 1968 vio la separación de las bibliotecas Liaquat y National, y esta última se trasladó a Islamabad junto con la capital de Pakistán. La biblioteca estuvo alojada en una serie de estructuras alquiladas hasta que se completó la construcción de un edificio permanente en 1988. La inauguración formal tuvo lugar el 24 de agosto de 1993. El académico Syed Jalaluddin Haider fecha la existencia de la biblioteca más tarde, en abril de 1999.